# EndNote
EndNote è un programma informatico commerciale con licenza proprietaria per la gestione dei riferimenti bibliografici di articoli e saggi prodotti da Clarivate Analytics (ex Thomson Reuters). Il software è compatibile con sistemi Windows e Apple.
Il 22 aprile 2025 è stata rilasciata la versione 2025

## Caratteristiche
- In sistemi operativi Windows, EndNote crea file con estensione *.enl, insieme a cartelle *.data contenenti diversi file MySQL con estensioni *.myi e *.myd.
- Una volta installato a parte nel menu strumenti di Microsoft Word o OpenOffice.org
- Esportazione di riferimenti bibliografici in HTML, testo, Rich Text Format, o XML.
- Dalla versione 7.2, le librerie di riferimenti bibliografici possono essere condivise con fino a 14 utenti EndNote. I dati vengono sincronizzati con un servizio Cloud di EndNote[1]

## Formato di importazione
Endnote può importare riferimenti bibliografici da altre basi di dati o file di testo che però devono essere formattati (predisposti) in un formato che EndNote possa elaborare.
Di seguito un esempio di 3 riferimenti bibliografici come devono essere predisposti in un file di testo per essere importati su EndNote. I file di testo hanno estensione .enw.
```
%0 Book
%A Geoffrey Chaucer
%D 1957
%T The Works of Geoffrey Chaucer
%E F.
%I Houghton
%C Boston
%N 2nd

%0 Journal Article
%A Herbert H. Clark
%D 1982
%T Hearers and Speech Acts
%B Language
%V 58
%P 332-373

%0 Thesis
%A Cantucci, Elena
%T Permian strata in South-East Asia
%D 1990
%I University of California, Berkeley
%9 Dissertation

```